# Stenorhopalus gracilipes
Stenorhopalus gracilipes är en skalbaggsart som först beskrevs av Blanchard 1851.  Stenorhopalus gracilipes ingår i släktet Stenorhopalus och familjen långhorningar. Inga underarter finns listade i Catalogue of Life.